# در ذهن من (آلبوم فارل ویلیامز)
«در ذهن من» (به انگلیسی: In My Mind) آلبومی از هنرمند اهل ایالات متحده آمریکا فارل ویلیامز است که در ۲۵ ژوئیه ۲۰۰۶ منتشر شد.
این آلبوم در چارت‌های هلند، نروژ، اتریش، فلاندرز، بریتانیا، کانادا، آمریکا جزو ده آلبوم اول قرار گرفت.